# Пјан ди Молино (Маса-Карара)
Пјан ди Молино је насеље у Италији у округу Маса-Карара, региону Тоскана.
Према процени из 2011. у насељу је живело 100 становника. Насеље се налази на надморској висини од 177 м.